# 多刺耳孔蜈蚣
多刺耳孔蜈蚣（学名：Otostigmus aculeatus）为蜈蚣科耳孔蜈蚣屬下的一个种。